# Adalbert-Ricken-Preis
Der Adalbert-Ricken-Preis (auch Ricken-Preis) wird in etwa zweijährlichem Turnus seit 1987 an Amateur-Mykologen verliehen, die durch ihre wissenschaftliche Forschungen außerhalb der Universität zur Erweiterung des mykologischen Wissens beigetragen haben. 

## Geschichte
Auf der Mitgliederversammlung der Deutschen Gesellschaft für Mykologie in Wölmersen (Rheinland-Pfalz) wurde am 21. September 1985 vorgeschlagen, „künftig Nachwuchstalente unter den Amateur-Mitgliedern“ durch die Verleihung eines Preises auszeichnen und fördern zu wollen, die „mittels eigenständiger und origineller Arbeiten zur Floristik, Morphologie, Chorologie, Ökologie und Taxonomie“ zur Erweiterung des mykologischen Wissens beigetragen haben. Der Preis wurde nach Adalbert Ricken (1851–1921) benannt, einem deutschen Amateurmykologen des frühen 20. Jahrhunderts. Im Jahr 1987 wurde der Preis zum ersten Mal vergeben. Laut Preissatzung (Stand 2019) ist er mit 1500 Euro dotiert.
Der Preis wurde bislang 17 Mal vergeben, darunter war bisher nur eine Frau; zweimal wurde der Preis geteilt (Stand: 2024).

## Preisträger (seit 1987)
- 1987 Manfred Enderle und Jürgen Häffner
- 1989 Hans Bender
- 1991 Axel Schilling und Klaus Siepe
- 1994 Hans-Otto Baral
- 1996 Josef Christan
- 1998 Andreas Gminder
- 2002 Benno Westphal
- 2004 Peter Karasch
- 2006 Jörg Albers
- 2008 Thomas Lehr
- 2010 Friedemann Klenke
- 2014 Björn Wergen
- 2016 Ditte Bandini
- 2018 Felix Hampe
- 2021 Uwe Lindemann
- 2023 Günter Saar[2]